# 郭振家
郭振家（1950年11月—），男，汉族，福建厦门人，中华人民共和国政治人物。

## 生平
1969年9月参加工作，加入中国民主建国会。福州大学土建系工民建专业毕业。曾任民建中央常委、福建省委主委、厦门市委主委。2008年1月，任福建省政协副主席。2009年8月，中华职业教育社第十次全国代表大会召开，他出任中华职业教育社第十届理事会常务理事。2017年1月，不再担任福建省政协副主席。
2008年，当选第十一届全国政协委员，代表中国民主建国会，分入第七组。